# How I'm Feeling World Tour
El How I'm Feeling World Tour (estilizado como, ~how i'm feeling world tour~) es una gira musical del cantante estadounidense Lauv la cual dará promoción a su primer álbum de estudio, How I'm Feeling. La gira comenzó el 5 de octubre de 2020 en Washington D.C y finalizó el 26 de noviembre de 2019 en Perth, debido a la cancelación de los conciertos posteriores por la Pandemia de COVID-19.

## Repertorio
| Norteamérica (05/10/2019) |
| --- |
| 1. «Drugs & The Internet» 2. «Paris in the Rain» 3. «Paranoid» 4. «Reforget» 5. «Sims» 6. «Adrenaline» 7. «Easy Love» 8. «Fuck, I'm Lonely» 9. «I'm So Tired...» 10. «Feelings» 11. «Superhero» 12. «Chasing Fire» 13. «Bracelet» Interlude 1. «Sad Forever» 2. «Canada» 3. «Getting Over You» 4. «Breathe» 5. «The Other» Encore 1. «Never Not» 2. «I Like Me Better» Notas - En el segundo concierto de Boston, el 8 de octubre, el segundo concierto de Oakland, el 17 de octubre y el segundo concierto de Los Ángeles, el 21 de octubre, "Adrenaline" fue remplazada por "Enemies" y "Canada" por "For Now". - En el segundo concierto de Nueva York, el 11 de octubre, "Adrenaline" fue remplazada por "Enemies". - En el concierto de Chicago, el 13 de octubre y el primer concierto de Los Ángeles, el 19 de octubre, "Canada" fue remplazada por "For Now". |

| Europa (25/10/2019) |
| --- |
| 1. «Drugs & The Internet» 2. «Paris in the Rain» 3. «Paranoid» 4. «Reforget» 5. «Sims» 6. «Enemies» 7. «Easy Love» 8. «Fuck, I'm Lonely» 9. «I'm So Tired...» 10. «Feelings» 11. «Superhero» 12. «Chasing Fire» 13. «Bracelet» Interlude 1. «Sad Forever» 2. «For Now» 3. «Getting Over You» 4. «Breathe» 5. «The Other» Encore 1. «Never Not» 2. «I Like Me Better» Notas - En el segundo concierto de Londres, el 8 de octubre, Lauv interpretó "Light Rain". |

| Oceanía (20/11/2019) |
| --- |
| 1. «Drugs & The Internet» 2. «Paris in the Rain» 3. «Paranoid» 4. «Reforget» 5. «Sims» 6. «Enemies» 7. «Easy Love» 8. «Fuck, I'm Lonely» 9. «I'm So Tired...» 10. «Feelings» 11. «Mean It» 12. «Superhero» 13. «Chasing Fire» 14. «Bracelet» Interlude 1. «Sad Forever» 2. «For Now» 3. «Getting Over You» 4. «Breathe» 5. «The Other» Encore 1. «Never Not» 2. «I Like Me Better» Notas - En el concierto de Brisbane, el 22 de noviembre, Lauv no interpretó "Breathe". |

## Fechas
| Norteamérica            |                |                |                       |                |
| 5 de octubre de 2019    | Washington D.C | Estados Unidos | The Anthem            | Bülow          |
| 6 de octubre de 2019    | Filadelfia     | Estados Unidos | The Fillmore          | Bülow          |
| 7 de octubre de 2019    | Boston         | Estados Unidos | House of Blues Boston | Bülow          |
| 8 de octubre de 2019    | Boston         | Estados Unidos | House of Blues Boston | Bülow          |
| 10 de octubre de 2019   | Nueva York     | Estados Unidos | Terminal 5            | Bülow          |
| 11 de octubre de 2019   | Nueva York     | Estados Unidos | Terminal 5            | Bülow          |
| 13 de octubre de 2019   | Chicago        | Estados Unidos | Riviera Theatre       | Bülow          |
| 16 de octubre de 2019   | Oakland        | Estados Unidos | Fox Theater           | Bülow          |
| 17 de octubre de 2019   | Oakland        | Estados Unidos | Fox Theater           | Bülow          |
| 19 de octubre de 2019   | Los Ángeles    | Estados Unidos | Wiltern Theatre       | Bülow          |
| 20 de octubre de 2019   | Los Ángeles    | Estados Unidos | Wiltern Theatre       | Bülow          |
| 21 de octubre de 2019   | Los Ángeles    | Estados Unidos | Wiltern Theatre       | Bülow          |
| Europa                  |                |                |                       |                |
| 25 de octubre de 2019   | Berlín         | Alemania       | Tempodrom Berlin      | Chelsea Cutler |
| 26 de octubre de 2019   | Colonia        | Alemania       | Palladium Köln        | Chelsea Cutler |
| 28 de octubre de 2019   | Hamburgo       | Alemania       | Docks Club            | Chelsea Cutler |
| 30 de octubre de 2019   | Bruselas       | Bélgica        | Ancienne Belgique     | Chelsea Cutler |
| 31 de octubre de 2019   | Ámsterdam      | Países Bajos   | Paradiso              | Chelsea Cutler |
| 1 de noviembre de 2019  | Ámsterdam      | Países Bajos   | Paradiso              | Chelsea Cutler |
| 2 de noviembre de 2019  | París          | Francia        | Le Trianon            | Chelsea Cutler |
| 4 de noviembre de 2019  | Londres        | Reino Unido    | O₂ Forum Kentish Town | Chelsea Cutler |
| 5 de noviembre de 2019  | Londres        | Reino Unido    | O₂ Forum Kentish Town | Chelsea Cutler |
| Oceanía                 |                |                |                       |                |
| 20 de noviembre de 2019 | Auckland       | Nueva Zelanda  | Shed 10               | Carlie Hanson  |
| 22 de noviembre de 2019 | Brisbane       | Australia      | The Tivoli            | Carlie Hanson  |
| 23 de noviembre de 2019 | Sídney         | Australia      | Enmore Theatre        | Carlie Hanson  |
| 24 de noviembre de 2019 | Melbourne      | Australia      | Forum Melbourne       | Carlie Hanson  |
| 26 de noviembre de 2019 | Perth          | Australia      | The Astor Theatre     | Carlie Hanson  |

### Fechas canceladas y/o reprogamadas
| Fecha                    | Ciudad           | País            | Recinto                         | Estado                                                        | Motivo                |
| ------------------------ | ---------------- | --------------- | ------------------------------- | ------------------------------------------------------------- | --------------------- |
| 20 de marzo de 2020      | Monterrey        | México          | Parque Fundidora                | Cancelados                                                    | Pandemia de COVID-19. |
| 23 de marzo de 2020      | Ciudad de México | México          | El Plaza Condesa                | Cancelados                                                    | Pandemia de COVID-19. |
| 25 de marzo de 2020      | Lima             | Perú            | Domos Art                       | Cancelados                                                    | Pandemia de COVID-19. |
| 27 de marzo de 2020      | Santiago         | Chile           | Parque O'Higgins                | Cancelados                                                    | Pandemia de COVID-19. |
| 29 de marzo de 2020      | Buenos Aires     | Argentina       | Hipódromo de San Isidro         | Cancelados                                                    | Pandemia de COVID-19. |
| 30 de marzo de 2020      | Buenos Aires     | Argentina       | Teatro Vórterix                 | Cancelados                                                    | Pandemia de COVID-19. |
| 1 de abril de 2020       | Sao Paulo        | Brasil          | Cine Joia                       | Cancelados                                                    | Pandemia de COVID-19. |
| 3 de abril de 2020       | Sao Paulo        | Brasil          | Autódromo de Interlagos         | Cancelados                                                    | Pandemia de COVID-19. |
| 11 de mayo de 2020       | Lisboa           | Portugal        | Lisbon Coliseum                 | Cancelados                                                    | Pandemia de COVID-19. |
| 13 de mayo de 2020       | Madrid           | España          | Sala La Riviera                 | Cancelados                                                    | Pandemia de COVID-19. |
| 14 de mayo de 2020       | Barcelona        | España          | Razzmatazz                      | Cancelados                                                    | Pandemia de COVID-19. |
| 16 de mayo de 2020       | Milán            | Italia          | Fabrique                        | Cancelados                                                    | Pandemia de COVID-19. |
| 18 de mayo de 2020       | Lyon             | Francia         | Le Transbordeur                 | Cancelados                                                    | Pandemia de COVID-19. |
| 19 de mayo de 2020       | Zúrich           | Suiza           | X-TRA                           | Cancelados                                                    | Pandemia de COVID-19. |
| 20 de mayo de 2020       | Viena            | Austria         | Gasometer                       | Cancelados                                                    | Pandemia de COVID-19. |
| 22 de mayo de 2020       | Praga            | República Checa | Mala Sportovni Hala             | Cancelados                                                    | Pandemia de COVID-19. |
| 23 de mayo de 2020       | Varsovia         | Polonia         | Club Progresja                  | Cancelados                                                    | Pandemia de COVID-19. |
| 24 de mayo de 2020       | Riga             | Letonia         | Palladium Riga                  | Cancelados                                                    | Pandemia de COVID-19. |
| 26 de mayo de 2020       | Estocolmo        | Suecia          | Arenan Fryshuset                | Cancelados                                                    | Pandemia de COVID-19. |
| 28 de mayo de 2020       | Oslo             | Noruega         | Sentrum Scene                   | Cancelados                                                    | Pandemia de COVID-19. |
| 30 de mayo de 2020       | Copenhague       | Dinamarca       | Vega                            | Cancelados                                                    | Pandemia de COVID-19. |
| 16 de junio de 2020      | Bangalore        | India           | Manpho Convention Center        | Cancelados                                                    | Pandemia de COVID-19. |
| 18 de junio de 2020      | Mumbai           | India           | NSCI Dome                       | Cancelados                                                    | Pandemia de COVID-19. |
| 21 de junio de 2020      | Pekín            | China           | Exhibition Theatre              | Cancelados                                                    | Pandemia de COVID-19. |
| 22 de junio de 2020      | Shanghái         | China           | Modern Sky Lab                  | Cancelados                                                    | Pandemia de COVID-19. |
| 23 de junio de 2020      | Shanghái         | China           | Modern Sky Lab                  | Cancelados                                                    | Pandemia de COVID-19. |
| 25 de junio de 2020      | Taipéi           | Taiwán          | Legacy Max                      | Cancelados                                                    | Pandemia de COVID-19. |
| 27 de junio de 2020      | Yakarta          | Indonesia       | Istora Senayan                  | Reprogramado a septiembre de 2021, posteriormente cancelado   | Pandemia de COVID-19. |
| 17 de julio de 2020      | Charlotte        | Estados Unidos  | Metro Credit Union Amphitheatre | Cancelado                                                     | Pandemia de COVID-19. |
| 18 de julio de 2020      | Nashville        | Estados Unidos  | Ascend Amphitheater             | Cancelado                                                     | Pandemia de COVID-19. |
| 19 de julio de 2020      | Atlanta          | Estados Unidos  | Coca-Cola Roxy                  | Cancelado                                                     | Pandemia de COVID-19. |
| 21 de julio de 2020      | Detroit          | Estados Unidos  | Meadow Brook Theatre            | Cancelado                                                     | Pandemia de COVID-19. |
| 22 de julio de 2020      | Toronto          | Canadá          | Echo Beach                      | Cancelado                                                     | Pandemia de COVID-19. |
| 24 de julio de 2020      | Indianápolis     | Estados Unidos  | White River State Park          | Cancelado                                                     | Pandemia de COVID-19. |
| 25 de julio de 2020      | Cincinnati       | Estados Unidos  | PNC Pavilion                    | Cancelado                                                     | Pandemia de COVID-19. |
| 26 de julio de 2020      | Cleveland        | Estados Unidos  | Jacobs Pavilion at Nautica      | Cancelado                                                     | Pandemia de COVID-19. |
| 28 de julio de 2020      | Minneapolis      | Estados Unidos  | The Armory                      | Cancelado                                                     | Pandemia de COVID-19. |
| 29 de julio de 2020      | Council Bluffs   | Estados Unidos  | Stir Cove                       | Cancelado                                                     | Pandemia de COVID-19. |
| 30 de julio de 2020      | Maryland Heights | Estados Unidos  | Saint Louis Music Park          | Cancelado                                                     | Pandemia de COVID-19. |
| 2 de agosto de 2020      | Montreal         | Canadá          | Parque Jean-Drapeau             | Cancelado                                                     | Pandemia de COVID-19. |
| 4 de agosto de 2020      | Filadelfia       | Estados Unidos  | The Met Philadelphia            | Cancelado                                                     | Pandemia de COVID-19. |
| 6 de agosto de 2020      | Nueva York       | Estados Unidos  | Radio City Music Hall           | Cancelado                                                     | Pandemia de COVID-19. |
| 7 de agosto de 2020      | Boston           | Estados Unidos  | Rockland Trust Bank Pavilion    | Cancelado                                                     | Pandemia de COVID-19. |
| 8 de agosto de 2020      | Baltimore        | Estados Unidos  | MECU Pavilion                   | Cancelado                                                     | Pandemia de COVID-19. |
| 9 de agosto de 2020      | Raleigh          | Estados Unidos  | Red Hat Amphitheater            | Cancelado                                                     | Pandemia de COVID-19. |
| 11 de agosto de 2020     | Miami            | Estados Unidos  | Bayfront Park                   | Cancelado                                                     | Pandemia de COVID-19. |
| 12 de agosto de 2020     | Saint Agustine   | Estados Unidos  | St. Agustine Amphitheatre       | Cancelado                                                     | Pandemia de COVID-19. |
| 14 de agosto de 2020     | Houston          | Estados Unidos  | Revention Music Center          | Cancelado                                                     | Pandemia de COVID-19. |
| 15 de agosto de 2020     | Irving           | Estados Unidos  | LiveNation Pavilion             | Cancelado                                                     | Pandemia de COVID-19. |
| 16 de agosto de 2020     | Kansas City      | Estados Unidos  | Starlight Theatre               | Cancelado                                                     | Pandemia de COVID-19. |
| 18 de agosto de 2020     | Morrison         | Estados Unidos  | Red Rocks Park                  | Cancelado                                                     | Pandemia de COVID-19. |
| 19 de agosto de 2020     | Salt Lake City   | Estados Unidos  | The Complex                     | Cancelado                                                     | Pandemia de COVID-19. |
| 21 de agosto de 2020     | Phoenix          | Estados Unidos  | Arizona Federal Theatre         | Cancelado                                                     | Pandemia de COVID-19. |
| 22 de agosto de 2020     | Las Vegas        | Estados Unidos  | The Chelsea                     | Cancelado                                                     | Pandemia de COVID-19. |
| 24 de agosto de 2020     | Vancouver        | Canadá          | Queen Elizabeth Theatre         | Cancelado                                                     | Pandemia de COVID-19. |
| 25 de agosto de 2020     | Troutdale        | Estados Unidos  | McMenamins Edgefield            | Cancelado                                                     | Pandemia de COVID-19. |
| 26 de agosto de 2020     | Seattle          | Estados Unidos  | WaMu Theater                    | Cancelado                                                     | Pandemia de COVID-19. |
| 28 de agosto de 2020     | Berkeley         | Estados Unidos  | Greek Theatre                   | Cancelado                                                     | Pandemia de COVID-19. |
| 29 de agosto de 2020     | Los Ángeles      | Estados Unidos  | The Greek Theatre               | Cancelado                                                     | Pandemia de COVID-19. |
| 30 de agosto de 2020     | Los Ángeles      | Estados Unidos  | The Greek Theatre               | Cancelado                                                     | Pandemia de COVID-19. |
| 16 de septiembre de 2020 | Auckland         | Nueva Zelanda   | Spark Arena                     | Reprogramados a septiembre de 2021, posteriormente cancelados | Pandemia de COVID-19. |
| 18 de septiembre de 2020 | Melbourne        | Australia       | Margaret Court Arena            | Reprogramados a septiembre de 2021, posteriormente cancelados | Pandemia de COVID-19. |
| 21 de septiembre de 2020 | Sídney           | Australia       | Hordern Pavillion               | Reprogramados a septiembre de 2021, posteriormente cancelados | Pandemia de COVID-19. |
| 24 de septiembre de 2020 | Brisbane         | Australia       | Fortitude Music Hall            | Reprogramados a septiembre de 2021, posteriormente cancelados | Pandemia de COVID-19. |
| 26 de octubre de 2020    | Oberhausen       | Alemania        | König-Pilsener-ARENA            | Cancelado                                                     | Pandemia de COVID-19. |
| 28 de octubre de 2020    | Múnich           | Alemania        | Zenith                          | Cancelado                                                     | Pandemia de COVID-19. |
| 29 de octubre de 2020    | Stuttgart        | Alemania        | Porsche-Arena                   | Cancelado                                                     | Pandemia de COVID-19. |
| 31 de octubre de 2020    | Hannover         | Alemania        | Swiss Life Hall                 | Cancelado                                                     | Pandemia de COVID-19. |
| 2 de noviembre de 2020   | Fráncfort        | Alemania        | Jahrhunderthalle                | Cancelado                                                     | Pandemia de COVID-19. |
| 3 de noviembre de 2020   | Amberes          | Bélgica         | Lotto Arena                     | Cancelado                                                     | Pandemia de COVID-19. |
| 5 de noviembre de 2020   | París            | Francia         | Zénith                          | Cancelado                                                     | Pandemia de COVID-19. |
| 6 de noviembre de 2020   | Ámsterdam        | Países Bajos    | AFAS Live                       | Cancelado                                                     | Pandemia de COVID-19. |
| 7 de noviembre de 2020   | Tilburg          | Países Bajos    | 013 Poppodium                   | Cancelado                                                     | Pandemia de COVID-19. |
| 10 de noviembre de 2020  | Birmingham       | Reino Unido     | O2 Academy Birmingham           | Cancelado                                                     | Pandemia de COVID-19. |
| 11 de noviembre de 2020  | Glasgow          | Reino Unido     | O2 Academy Glasgow              | Cancelado                                                     | Pandemia de COVID-19. |
| 13 de noviembre de 2020  | Mánchester       | Reino Unido     | Manchester Academy              | Cancelado                                                     | Pandemia de COVID-19. |
| 17 de noviembre de 2020  | Londres          | Reino Unido     | O2 Academy Brixton              | Cancelado                                                     | Pandemia de COVID-19. |